# Ricoh Arena
A Ricoh Arena, stadion Coventry városában. A létesítmény a Coventry City labdarúgó- és a Wasps RFC rögbicsapatának otthona 2005 óta.